# Le Beaucet
Le Beaucet – miejscowość i gmina we Francji, w regionie Prowansja-Alpy-Lazurowe Wybrzeże, w departamencie Vaucluse.
Według danych na rok 1990 gminę zamieszkiwało 280 osób, a gęstość zaludnienia wynosiła 31 osób/km² (wśród 963 gmin regionu Prowansja-Alpy-W. Lazurowe Le Beaucet plasuje się na 576. miejscu pod względem liczby ludności, natomiast pod względem powierzchni na miejscu 721.).